# Clase Kaiser (1911)
La clase Kaiser fue una serie de acorazados compuesta por cinco buques construidos en Alemania antes de la Primera Guerra Mundial, que sirvieron en la Kaiserliche Marine durante la guerra. Fueron los primeros acorazados alemanes en usar turbinas y en superponer las torretas. La configuración, estaba basada en la de los británicos de clase Neptune y Colossus ya que los alemanes, decidieron copiar los nuevos diseños de la Royal Navy. Sin embargo, los Kaisers tenían una mayor manga y sus cañones de grueso calibre tenían arcos de disparo mayores, además de poder disparar a un costado los diez cañones. Los cinco, entraron en acción durante la Primera Guerra Mundial y cuatro de ellos, participaron en la Batalla de Jutlandia. Los cinco buques de la serie fueron echados a pique voluntariamente en Scapa Flow por su tripulación para evitar la entrega a los aliados, el 21 de junio de 1919.

## Buques de la clase
- Kaiser: Primer buque de la serie, daba nombre a la misma, fue el primer acorazado alemán con turbinas a vapor. Sirvió durante todo el conflicto, incluyendo su participación en Jutlandia.

- Friedrich der Große: Segundo buque de la clase, sirvió como buque insignia de la Flota de Alta Mar. Resultó sin daños en Jutlandia.

- Kaiserin: Tercer buque de la clase, nombrado así en honor a la Emperatriz.

- Prinzregent Luitpold: Equipado con solo dos turbinas de vapor, ya que se pretendía que incorporara un motor diésel, que nunca llegó a montar.

- König Albert: Último buque de la clase.